# Безек (компанія)

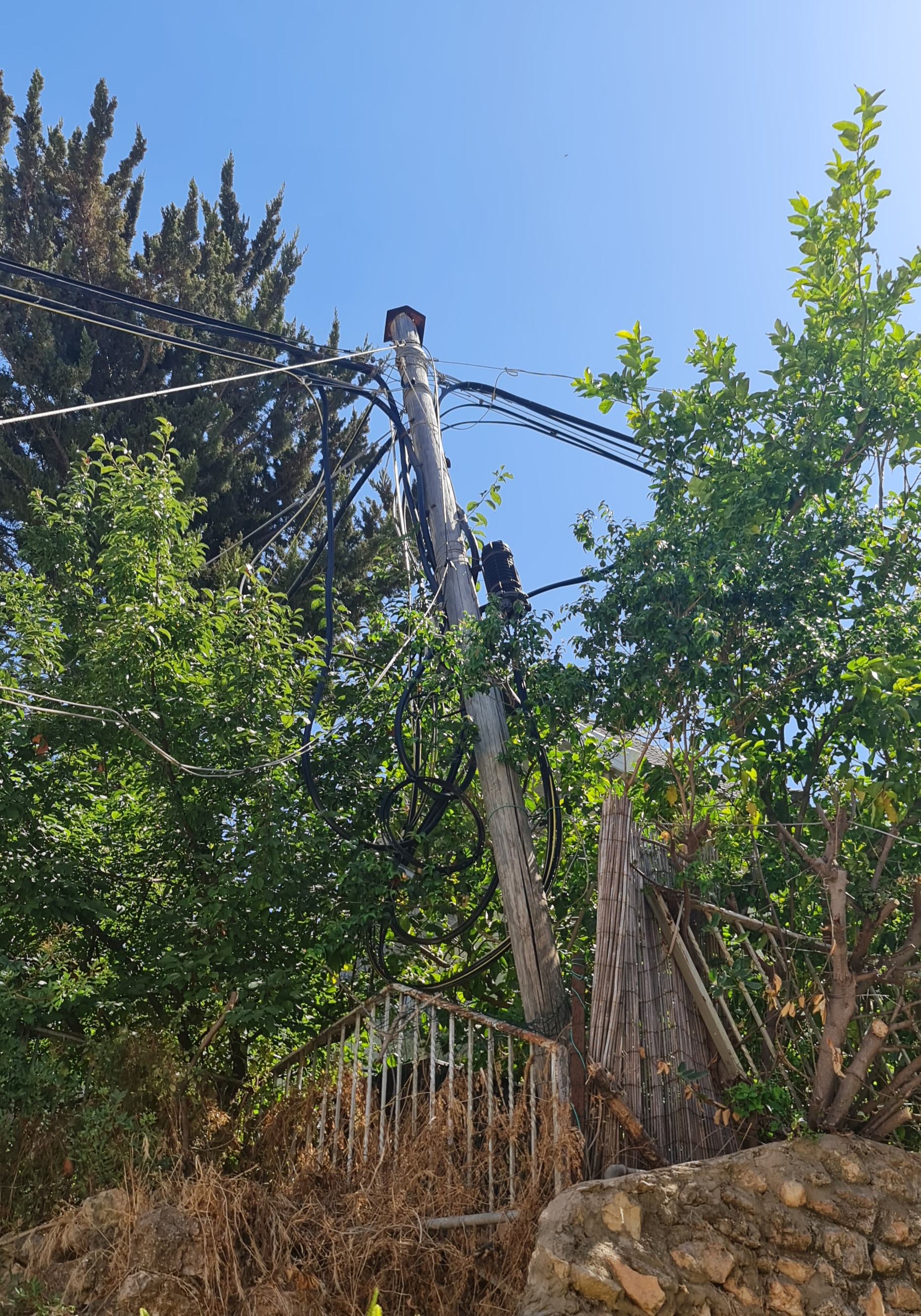
An old crooked and crowded telephone pole in the city of Nesher in Israel

Безек (івр. בזק) — найбільша телекомунікаційна компанія в Ізраїлі.
Безек, пропонують споживачам повний спектр телекомунікаційних послуг, серед яких внутрішня і міжнародна телефонія, дротова і бездротова; швидкий інтернет, передача даних і інші сучасні послуги.
Інфраструктури дротового зв'язку Безек, що складаються з цифрової мережі і мережі IP — близько 2.4 млн. Ліній доступу і понад 31 000 км оптоволоконних кабелів, дозволяють компанії надавати всі існуючі додаткові послуги. У 2009 р компанія Безек запустила мережу NGN.